# Stazione di Le Cave
La stazione di Le Cave (in tedesco Grasstein) è una stazione ferroviaria senza traffico posta sulla linea Brennero-Bolzano. Serviva il centro abitato di Le Cave, frazione del comune di Fortezza.

## Storia

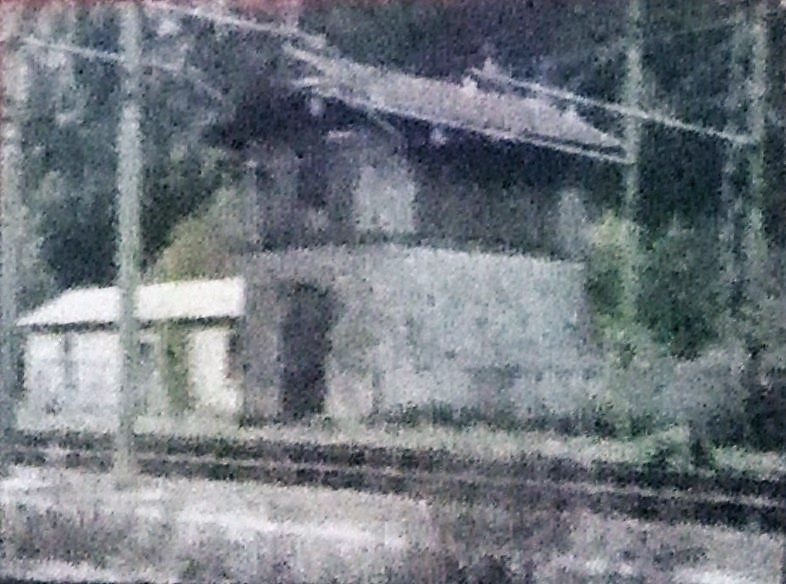
La sottostazione per il rifornimento d'acqua

La stazione fu concepita principalmente come scalo merci a servizio delle vicine cave di granito, materiale molto impiegato per costruzioni (la stazione stessa e molti edifici lungo la linea del Brennero, nonché sulla ferrovia della Val Pusteria sono stati realizzati con questa pietra) e pavimentazione di strade. Il traffico passeggeri, essendo la zona isolata e quasi disabitata, fu fin da subito poco rilevante, sicché verso gli anni 1970 la stazione venne chiusa al traffico.

## Strutture e impianti
La stazione è quasi del tutto abbandonata. Il patrimonio edilizio consta di un casello ferroviario, un fabbricato viaggiatori a tre piani (che ospita al suo interno degli impianti di sezionamento funzionanti), un magazzino merci di legno, un edificio già adibito ad alloggiamento di trasformatore, una stazione di rifornimento idrico, un deposito, una sottostazione elettrica dismessa e un'unità abitativa ad uso del personale ferroviario.

## Movimento
Gran parte del piazzale della stazione è in disuso: solo due binari (uno per senso di marcia) sono rimasti in funzione per consentire il transito dei treni.